# 第56回天皇杯全日本サッカー選手権大会
第56回天皇杯全日本サッカー選手権大会（だい56かいてんのうはいぜんにほんサッカーせんしゅけんたいかい）は、1976年（昭和51年）12月12日から1977年（昭和52年）1月1日まで開かれた天皇杯全日本サッカー選手権大会である。

## 概要
- 本大会出場は26チーム。

## 出場チーム

### 日本サッカーリーグ1部
- 東洋工業（25回目）
- 新日本製鐵（20回目）
- 古河電工（13回目）
- 日立製作所（12回目）
- 三菱重工（12回目）
- ヤンマー（9回目）
- 日本鋼管（6回目）
- 永大（5回目）
- トヨタ自工（5回目）
- フジタ工業（5回目）

### 北海道
- 札幌大学（3回目）

### 東北
- 五戸町役場（初出場）

### 関東
- 早稲田大学（16回目）
- 中央大学（14回目）
- 日本大学（2回目）
- 読売クラブ（2回目）

### 北信越
- 新潟イレブン（初出場）

### 東海
- 本田技研（3回目）
- ヤマハ発動機（2回目）

### 関西
- 京都紫光クラブ（8回目）
- 田辺製薬（5回目）
- 大日日本電線（3回目）
- ヤンマークラブ（初出場）

### 中国
- 山口教員団（初出場）

### 四国
- 帝人松山（7回目）

### 九州
- 福岡大学（3回目）

## 試合

### 1回戦
- 福岡大学 2-1 田辺製薬
- 日本鋼管 1-3 読売クラブ
- 帝人松山 0-4 東洋工業
- 山口教員団 0-2 京都紫光クラブ
- 日本大学 0-2 ヤマハ発動機
- 中央大学 2-0 五戸町役場
- ヤンマークラブ 2-1 本田技研
- フジタ工業 5-0 大日日本電線
- 新潟イレブン 1-4 トヨタ自工
- 札幌大学 0-6 早稲田大学

### 2回戦
- ヤンマー 5-2 福岡大学
- 読売クラブ 1-2 東洋工業
- 永大 2-0 京都紫光クラブ
- ヤマハ発動機 3(PK3-2)3 新日本製鐵
- 日立製作所 2-0 中央大学
- ヤンマークラブ 0-2 古河電工
- フジタ工業 3-0 トヨタ自工
- 早稲田大学 0-1 三菱重工

### 準々決勝
- ヤンマー 2-1 東洋工業
- 永大 0-1 ヤマハ発動機
- 日立製作所 2-3 古河電工
- フジタ工業 2-0 三菱重工

### 準決勝
- ヤンマー 1-0 ヤマハ発動機
- 古河電工 4-0 フジタ工業

### 決勝
- ヤンマー 1-4 古河電工